# Tabitha King
Tabitha King nascida Tabitha Jane Spruce (Old Town, 24 de março de 1949) é uma escritora norte-americana de fantasia, horror e ficção científica. 
É casada com o também escritor Stephen King desde 1971.

## Biografia
Tabitha nasceu na cidade de Old Town, Condado de Penobscot, no Maine, em 1949. É a filha mais velha de Sarah Jane Spruce (1923 – 2007) e Raymond George Spruce (1923 – 2014). Tabitha concluiu o ensino médio na John Bapst Memorial High School e depois ingressou na Universidade do Maine, onde conheceu o marido, Stephen King, enquanto trabalhava com um grupo de estudos na Biblioteca Raymond H. Fogler. Os dois começaram a namorar e se casaram em 7 de janeiro de 1971. A primeira filha do casal nasceu ainda em 1970, Naomi Rachel King. Joseph Hillstrom King nasceu em 1972 e Owen Phillip King em 1977. Os três filhos também são escritores.

## Carreira
Tabitha publicou seu primeiro livro, Small World (publicado no Brasil como As Miniaturas do Terror e depois como Pequenas Realidades), em 1981. Publicou mais nove romances desde então, o último Candles Burning, com Michael McDowell (1950 – 1999), sendo publicado em 2006. Michael morreu em 1999 sem completar o romance e a família do autor pediu que Tabitha o finalizasse.

## Prêmios
- Doutorado honorário em Letras pela Universidade do Maine em 1987.[13]
- Dowd Achievement Award (1992).[14]
- Constance H. Carlson Public Humanities Prize (1998).[15]

## Ativismo
Tabitha e o marido participam ativamente da comunidade literária do Maine, tendo renovado o acervo e reformado a biblioteca pública do estado no final dos anos 1980. O casal mantém a The Stephen & Tabitha King Foundation, uma organização sem fins lucrativos, que favorece a cultura e a arte, especialmente a literatura no estado e na costa leste dos Estados Unidos.

### Livros
- (1981) Small World - publicado no Brasil como As Miniaturas do Terror, em 1985, pela Francisco Alves e novamente em 2019 como Pequenas Realidades, pela Darkside Books
- (1983) Caretakers
- (1985) The Trap (também publicado como Wolves at the Door)
- (1988) Pearl
- (1993) One on One
- (1994) The Book of Reuben
- (1997) Survivor
- (2006) Candles Burning (com Michael McDowell (1950 – 1999))

### Não ficção
- (1994) Playing Like a Girl; Cindy Blodgett and the Lawrence Bulldogs Season of 93-94
- (1994) Mid-life Confidential: The Rock Bottom Remainders Tour America with Three Chords and an Attitude

### Contos
- (1981) The Blue Chair
- (1985) The Demonstration
- (1986) Road Kill
- (1998) Djinn and Tonic
- (2002) The Woman's Room
- (2011) Archie Smith, Boy Wonder

### Poesia
- (1967) A Gradual Canticle for Augustine[19]
- (1967) Moth[20]
- (1968) Note 1 from Herodotus[20]
- (1970) Nonsong[20]
- (1971) The Last Vampire: A Baroque Fugue.[21]

### Roteiro
- (2004) "The Passion of Reverend Jimmy" (episódio Kingdom Hospital escrito com Stephen King)